# Coppa Intercontinentale 1991 (calcio)
La Coppa Intercontinentale 1991 (denominata anche Toyota Cup 1991 per ragioni di sponsorizzazione) è stata la trentesima edizione del trofeo riservato alle squadre vincitrici della Coppa dei Campioni e della Coppa Libertadores.

## Avvenimenti
L'edizione 1991 della Coppa Intercontinentale vide affrontarsi due debuttanti nella manifestazione, gli jugoslavi della  Stella Rossa, club vincitore della Coppa dei Campioni e i cileni del Colo Colo, detentori della Coppa Libertadores. Ambedue le squadre furono le prime rappresentanti dei rispettivi paesi a contendersi il titolo.
La partita si rivelò ben presto a senso unico, con la compagine di Belgrado capace di portarsi in vantaggio dopo solo 19 minuti grazie ad una marcatura di Vladimir Jugović. Sul finale di primo tempo uno dei giocatori più attesi, Dejan Savićević, fu espulso per aver colpito con una testata e poi un pugno il cileno Ramirez dopo uno scontro di gioco. L'episodio non fu però in grado di cambiare l'andamento del match e gli sforzi del Colo-Colo (curiosamente guidato da un allenatore di nazionalità jugoslava, Mirko Jozić) portarono unicamente all'apertura di maggiori spazi per la Stella Rossa, che nel secondo tempo legittimò la propria supremazia grazie ad un altro gol siglato da Jugović e alla segnatura di Pančev.
La Coppa fu così assegnata per la prima volta ad un club di una nazione appartenente all'Europa orientale. Jugović, autore di una doppietta, fu premiato al termine della gara come miglior giocatore della partita.
Nel 2017, la FIFA ha equiparato i titoli della Coppa del mondo per club e della Coppa Intercontinentale, riconoscendo a posteriori anche i vincitori dell'Intercontinentale come detentori del titolo ufficiale di "campione del mondo FIFA", inizialmente attribuito soltanto ai vincitori della Coppa del mondo per club.

## Tabellino
| Arbitro: | Kurt Röthlisberger |

|                            |           |  |
| Jugović 19’ 58’ Pančev 72’ | Marcatori |  |

| Stella Rossa | Colo Colo |

| Stella Rossa    |    |                    |                  |
|                 |    |                    |                  |
| P               | 1  | Zvonko Milojević   |                  |
| D               | 2  | Duško Radinović    |                  |
| D               | 5  | Miodrag Belodedici |                  |
| D               | 6  | Ilija Najdoski (C) |                  |
| D               | 3  | Goran Vasilijević  | Ammonizione      |
| D               | 11 | Siniša Mihajlović  | Ammonizione      |
| C               | 7  | Vlada Stošić       |                  |
| C               | 4  | Vladimir Jugović   | Man of the match |
| C               | 8  | Milorad Ratković   |                  |
| A               | 10 | Dejan Savićević    |                  |
| A               | 9  | Darko Pančev       |                  |
| Allenatore:     |    |                    |                  |
| Vladica Popović |    |                    |                  |

| Colo-Colo     |    |                      |             |     |
|               |    |                      |             |     |
| P             | 1  | Daniel Morón         |             |     |
| D             | 2  | Lizardo Garrido      |             |     |
| D             | 3  | Javier Margas        |             |     |
| D             | 4  | Miguel Ramírez       | Ammonizione | 60’ |
| D             | 5  | Agustín Salvatierra  |             | 65’ |
| C             | 6  | Gabriel Mendoza      |             |     |
| C             | 7  | Eduardo Vilches      |             |     |
| C             | 8  | Marcelo Barticciotto |             |     |
| C             | 9  | Jaime Pizarro (C)    |             |     |
| A             | 10 | Patricio Yáñez       |             |     |
| A             | 11 | Rubén Martínez       |             |     |
| Sostituzioni: |    |                      |             |     |
| D             | 13 | Hugo Rubio           | 60’         |     |
| D             | 14 | Ricardo Dabrowski    | 65’         |     |
| Allenatore:   |    |                      |             |     |
| Mirko Jozić   |    |                      |             |     |